# Церковь Святого Павла (Торонто)
Церковь Святого Павла (англ. St. Paul’s Basilica) — католическая церковь, находящаяся в городе Торонто, провинция Онтарио, Канада. Является самым старым католическим храмом Торонто. До 1848 года церковь Святого Павла была прокафедральным собором епархии Торонто. В 1999 году возведена в ранг малой базилики.

## История
Приход Святого Павла был основан в Торонто в 1822 году и в то время был единственным католическим приходом между Кингстоном и Уинсором. Первый храм Святого Павла был построен из красного кирпича. Для детей ирландских иммигрантов при церкви была открыта приходская школа.
После учреждения епархии Торонто в 1842 году являлся прокафедральным собором епархии Торонто до 1848 года, когда в Торонто был построен новый собор Святого Михаила Архангела.
Во второй половине XIX века численность прихода Святого Павла значительно увеличилась. Возникла необходимость увеличения общей площади храма. В 1889 году архитектор Джозефом Конолли начал реконструкцию церкви Святого Павла по модели римского храма Сан-Паоло-фуори-ле-Мура и церковь приобрела современный вид.
3 августа 1999 года Римский папа Иоанн Павел II возвёл церковь Святого Павла в ранг малой базилики.